# Satz von Harnack (algebraische Geometrie)
In der Mathematik ist der Satz von Harnack ein Lehrsatz aus der reellen algebraischen Geometrie.
Sei {\displaystyle X} eine glatte projektive algebraische Kurve vom Geschlecht {\displaystyle g}, definiert über dem Körper der komplexen Zahlen, und sei {\displaystyle X(\mathbb {R} )} die Menge ihrer reellen Punkte. Der Satz von Harnack besagt, dass {\displaystyle X(\mathbb {R} )} höchstens {\displaystyle g+1} Zusammenhangskomponenten hat und jede dieser Zusammenhangskomponenten diffeomorph zum Kreis {\displaystyle S^{1}} ist.